# دوریس ایتون تراویز
دوریس ایتون تراویز (انگلیسی: Doris Eaton Travis؛ ۱۴ مارس ۱۹۰۴ – ۱۱ مهٔ ۲۰۱۰) یک هنرپیشه و بازیگر زن اهل ایالات متحده آمریکا بود.